# Wilhelm Burgdorf
Wilhelm Burgdorf, nemški general, * 15. februar 1895 Furstenwalde † 2. maj 1945 Berlin. 
Burgdorf je bil med drugo svetovno vojno nemški general, ki je služboval kot poveljnik in štabni častnik v nemški vojski. Oktobra 1944 je Burgdorf prevzel vlogo načelnika vojaškega kadrovskega urada in glavnega vodja Adolfa Hitlerja. V tej vlogi je igral vlogo pri prisilnem samomoru feldmaršala Erwina Rommela. Burgdorf je 2. maja 1945 ob zaključku bitke pri Berlinu storil samomor v berlinskem podzemnem bunkerju, dva dni po Hitlerjevi smrti.